# Mosco Carner
Pour les articles homonymes, voir Carner.
Mosco Carner (né Mosco Cohen ; Vienne, 15 novembre 1904 – Stratton, 3 août 1985) est un musicologue, chef d'orchestre et critique musical britannique d'origine autrichienne. Il a écrit sur un large éventail de sujets musicaux, mais il est surtout connu pour ses études sur la vie et l'œuvre des compositeurs Giacomo Puccini et Alban Berg.

## Biographie
Mosco Carner naît à Vienne, de Rudolf et Selma Cohen. Il effectue ses études au Conservatoire de Vienne et à l'Université de Vienne, où il étudie la musicologie avec Guido Adler. Il reçoit son doctorat en 1928, avec une thèse sur la forme sonate dans les œuvres de Robert Schumann. Il travaille ensuite comme chef d'orchestre d'opéra à Opava (aujourd'hui en République tchèque) de 1929 à 1930 et à Dantzig, de 1930 à 1933. Dès 1933, il s'installe à Londres, où il vit le reste de sa vie. Il travaille d'abord en tant que chef invité du Royal Philharmonic Orchestra, du BBC Symphony Orchestra et de l'Orchestre Symphonique de Londres et en tant que correspondant musical indépendant pour plusieurs journaux du continent Européen. Il est critique musical pour le magazine britannique Time and Tide (de 1949 à 1962) et le Evening News de Londres (de 1957 à 1961). Il est également contributeur fréquemment pour The Times et The Daily Telegraph.
Carner est naturalisé sujet britannique en 1940 et en 1944, il épouse la pianiste et compositrice, Hélène Lucas Pyke. Au cours les années 1940, il commence la publication d'articles scientifiques et des monographies, notamment le volume 2 des Études de l'harmonie du XXe siècle, en 1944 (le volume 1 étant de René Lenormand). En 1958, il publie l'une de ses plus importantes œuvres, Puccini : une biographie critique. Le livre est dédié à la mémoire de sa femme, morte en 1954. Traduit en plusieurs langues (dont en français en 1984) et connaît plusieurs éditions successives (la dernière révisée est publiée à titre posthume en 1992). L'ouvrage est décrit par Stanley Sadie dans l'édition de 2001 du New Grove Dictionary of Music and musicians qu'il a été « longtemps le livre le plus important sur Puccini en anglais ». Carner a également édité un volume de lettres de Puccini, ainsi que deux volumes sur les opéras de Puccini, pour la collection Cambridge Opera Handbooks : Madama Butterfly (1979) et Tosca (1985). Un autre ouvrage clé de Carner est en 1975, son Alban Berg : l'homme et son œuvre. Carner laisse également deux recueils d'essais et de critiques, Of Men and Music (1944) et Major and Minor (1980).
Mosco Carner décède d'une crise cardiaque à l'âge de 80 ans, pendant ses vacances à Stratton, Cornwall. Lui a survécu sa seconde épouse, Hazel Carner (née Sebag-Montefiore), qu'il épousée en 1976. Hazel Carner a écrit la préface et aidé à la préparation de la troisième édition de Puccini : une biographie critique, contenant des révisions et des ajouts sur lesquels Carner travaillait au moment de sa mort.

## Écrits
- « The Church Music », dans Antonin Dvořák: His Achievement, V. Fischl (éd.), Lindsay Drummond, 1942.
- A Study of Twentieth-Century Harmony, vol. 2, Joseph Williams, 1944.
- Of Men and Music, Joseph Williams, 1944.
- The Waltz (Vol. 5 of The World of Music), Parrish, 1948.
- « Béla Bartók » dans The Concerto, Ralph Hill (éd.), Pelican Press, 1952.
- « Béla Bartók » dans Chamber Music, A. Robertson (éd.), The White Friars Press. 1957.
- Puccini: A Critical Biography, Gerald Duckworth, 1958.
  - Puccini, Lattès, 1984.
- « The Mass from Rossini to Dvořák c.1835–1900 », dans Choral Music, A. Jacobs (ed.), Pelican Press, 1963.
- « Music in the Mainland of Europe: 1918–1939 »; dans New Oxford History of Music, Martin Cooper (ed.), Oxford University Press, 1974.
- Letters of Giacomo Puccini (en tant qu'éditeur), Harrap, 1974.
- Alban Berg: The Man and His Work, Gerald Duckworth, 1975.
  - Alban Berg (trad. de l'anglais par Dennis Collins), Paris, Lattès, coll. « Musiques et musiciens », 1979, 367 p. (OCLC 876980616).
- Major and Minor, Gerald Duckworth, 1980.
- Hugo Wolf Songs, University of Washington Press, 1983.
- Giacomo Puccini: Tosca, Cambridge University Press, 1985.